# Угода про дружбу, добросусідство і співробітництво між СРСР і Демократичною Республікою Афганістан
Угода про дружбу, добросусідство і співробітництво між Союзом Радянських Соціалістичних Республік та Демократичною Республікою Афганістан від 5 грудня 1978 року — двостороння міждержавна угода, що передбачала тісніше політичне, економічне та військове співробітництво між СРСР та Демократичною Республікою Афганістан на підставі близькості ідеологічних позицій керівництва обох країн. Підписано у Москві Генеральним секретарем ЦК КПРС, Головою Президії Верховної Ради СРСР, головою Ради оборони СРСР Леонідом Іллічем Брежнєвим та головою Революційної ради, прем'єр-міністром та виконувачем обов'язків міністра оборони Демократичної Республіки Афганістан, Генеральним секретарем Центрального комітету Народно-Демократичної партії Афганістану Нур Мухаммедом Таракі.

## Історія підписання
Угоду було підписано 5 грудня 1978 року у Великому Кремлівському палаці в присутності членів Політбюро ЦК КПРС та членів делегації ДРА після коротких перемовин (Таракі прибув до СРСР за день до підписання договору) керівників двох країн. Підписання відбулось під час першого візиту Таракі до СРСР.
До цього моменту тісні радянсько-афганські відносини вже мали багаторічну історію, між країнами продовжував діяти Договір про нейтралітет і взаємний ненапад від 24 червня 1931 року, продовжений протоколом від 10 грудня 1975 року на термін до 1985 року. 14 квітня 1977 року Мухаммедом Даудом у Москві було підписано Договір про розвиток економічного співробітництва між СРСР та Афганістаном до 1989 року. Окрім цього чинними були Угода про режим кордону від 18 січня 1958 року й низка інших договорів.
Однак Квітнева революція 1978 року, в ході якої до влади в Афганістані прийшла марксистська Народно-Демократична партія Афганістану, суттєво змінила характер афганської влади й відносини між країнами. Якщо попередні афганські керівники вбачали в СРСР гаранта афганського суверенітету й вигідного економічного партнера, то Нур Мухаммед Таракі та його оточення, які планували радикальну модернізацію країни за радянським зразком 1930-их років, розглядали північного сусіда як ідеологічного союзника, старшого партнера у революційних перетвореннях, джерело економічної та військової допомоги.
Первинно керівники СРСР виявили деяку пересторогу стосовно нової влади в Кабулі й у перші місяці після Квітневої революції контакти на міждержавному рівні між країнами були мінімальними, що не підіймались вище дипломатичних каналів. Тільки 22 вересня 1978 року в Баку Брежнєв у своїй промові на врученні місту Ордену Леніна вперше заявив про підтримку Демократичної Республіки Афганістан. Після цього постало питання про укладення нової радянсько-афганської угоди й у листопаді 1978 року посол СРСР в Афганістані Олександр Пузанов отримав з Москви доручення обговорити з Таракі й Аміном питання про часткове розширення військово-економічного партнерства в рамках запланованої угоди. Однак Таракі й Амін запрохали військової допомоги й різних поставок у такому масштабі, що посол засумнівався у їхній доцільності. Лідери ДРА поступились, але невдовзі Хафізулла Амін заявив Пузанову, що вирішив шукати допомоги у соціалістичних країн та інших дружніх держав, хто би погодився її надати. 14 листопада Пузанов повідомив про це до Москви, де у зв'язку з революцією в Ірані виявляли все більшу цікавість до Афганістану. За три тижні відбувся офіційний дружній візит Нур Мухаммеда Таракі до СРСР й угоду було підписано.

## Зміст
Договір складався з передмови та 15 статей, він підтверджував вірність цілям і принципам підписаного ще за часів Леніна першого радянсько-афганського договору від 28 лютого 1921 й Угоди 1931 року, висловлював рішучість «зміцнювати та поглиблювати непохитну дружбу» між країнами (ст.1). Він закріплював розширення співробітництва у всіх галузях, від військово-політичних питань до спорту й туризму. Особливе значення мала стаття 4 угоди, яка передбачала можливість вжити «відповідних заходів з метою забезпечення безпеки, незалежності й територіальної цілісності обох країн», що мало надати юридичні підстави радянській військовій допомозі ДРА й полегшити її реалізацію. Угоду було підписано терміном на 20 років й завершувався у 1999 році, однак ст.13 передбачала її пролонгацію ще на 5 років (до 2004 року) у разі, якщо жодна зі сторін не заявить про намір її припинити.
Одночасно з договором було також підписано Угоду про започаткування постійної радянсько-афганської міжурядової комісії з економічного співробітництва. 7 грудня 1978 року Таракі й Амін повернулись до Кабула, переконані у повній особистій підтримці Л. І. Брежнєва та почали обговорювати з послом СРСР нові заявки на надання допомоги.
Угоду було ратифіковано Верховною Радою СРСР 20 квітня 1979 року та, відповідно до ст. 15, вона набрала чинності після обміну ратифікаційними грамотами в Кабулі 27 травня 1979 року.

## Історична роль Угоди
18 грудня 1978 року Таракі виступив у Кабулі на нараді керівників фінансових організацій та заявив, що Угода з СРСР відповідає інтересам обох країн, відповідає справі забезпечення миру в Азії та у всьому світі. Однак надії обох підписантів на винятково позитивні наслідки нової радянсько-афганської угоди не виправдались. Перетворення Афганістану на «другу Монголію», що передбачалось ідеологами КПРС та на стабілізуючий фактор для Центральної Азії, як і надії афганського керівництва вирішити всі проблеми країни у найкоротші терміни за допомогою СРСР, виявились нездійсненними. В Афганістані розгоралась громадянська війна і вже 18 березня 1979 року Нур Мухаммед Таракі зв'язався телефоном з головою Ради міністрів СРСР Олексієм Косигіним та попрохав увести до ДРА Радянську Армію. У цьому проханні було відмовлено, однак наприкінці 1979 року СРСР все ж увів свої війська до Афганістану, юридично обґрунтувавши це статтею 4 Угоди та статтею 51 Статуту Організації Об'єднаних Націй.
Між підписанням Угоди та введенням радянських військ (25 грудня 1979 року) минув лише рік і 20 днів. Поступово СРСР втягнувся до Афганської війни, яка багато в чому вплинула на хід історії.
5 квітня 1980 року було оголошено, що вищі законодавчі органи СРСР і ДРА ратифікували міжурядову угоду про умови перебування радянських військ на території ДРА, яка доповнила Угоду 1978 року. Ще за 8 років було підписано багатосторонні Женевські угоди від 14 квітня 1988 року, відповідно до яких Радянський Союз вивів війська з Афганістану, однак Угода 1978 року продовжувала діяти і ще понад три роки влада в Кабулі продовжувала отримувати радянську допомогу. Перед підписанням Женевських угод міністр закордонних справ СРСР Едуард Шеварднадзе і голова КДБ Володимир Крючков запропонували укласти з Афганістаном нову угоду, яка б замінила договір 1978 року, однак Генеральний секретар ЦК КПРС Михайло Горбачов їхню ідею не підтримав.
У 1991 році СРСР, один із суб'єктів міжнародного права що підписав угоду, припинив своє існування, а Російська Федерація, що стала його правонаступницею, відмовилась виконувати його зобов'язання за угодою.
Угода втратила чинність після офіційного розпаду СРСР (25 грудня 1991 року) без заяв про денонсацію й за 8 років до мінімального терміну завершення його дії.